# Stefan Rolewicz
Stefan Henryk Rolewicz (ur. 15 marca 1932 w Brześciu nad Bugiem, zm. 9 lipca 2015 w Warszawie) – polski matematyk zajmujący się analizą funkcjonalną (nielokalnie wypukłe liniowe przestrzenie metryczne, teoria operatorów liniowych, liniowa algebra topologiczna) i teorią sterowania.

## Życiorys
W 1955 ukończył studia matematyczne na Uniwersytecie Warszawskim. Tam doktoryzował się w 1958, na podstawie pracy napisanej pod kierunkiem Stanisława Mazura. Od 1956 był pracownikiem Instytutu Matematycznego PAN, równocześnie w latach 1958–1961 był zatrudniony na Politechnice Warszawskiej. Habilitował się w 1962 w IM PAN, w 1970 został mianowany profesorem nadzwyczajnym, w 1976 otrzymał tytuł profesora zwyczajnego.
Autor ponad 160 artykułów naukowych i 4 książek. Członek Polskiego Towarzystwa Matematycznego od 1966, w latach 1969–1977 skarbnik Zarządu Głównego, w latach 1983–1987 prezes Oddziału Warszawskiego PTM, od 1992 członek Towarzystwa Naukowego Warszawskiego. W 1969 otrzymał Nagrodę Główną PTM im. Stefana Banacha, w 1988 został odznaczony Krzyżem Kawalerskim Orderu Odrodzenia Polski. Mąż matematyk Danuty Przeworskiej-Rolewicz. Pochowany na cmentarzu Powązki Wojskowe w Warszawie (kwatera G-2-2/3).

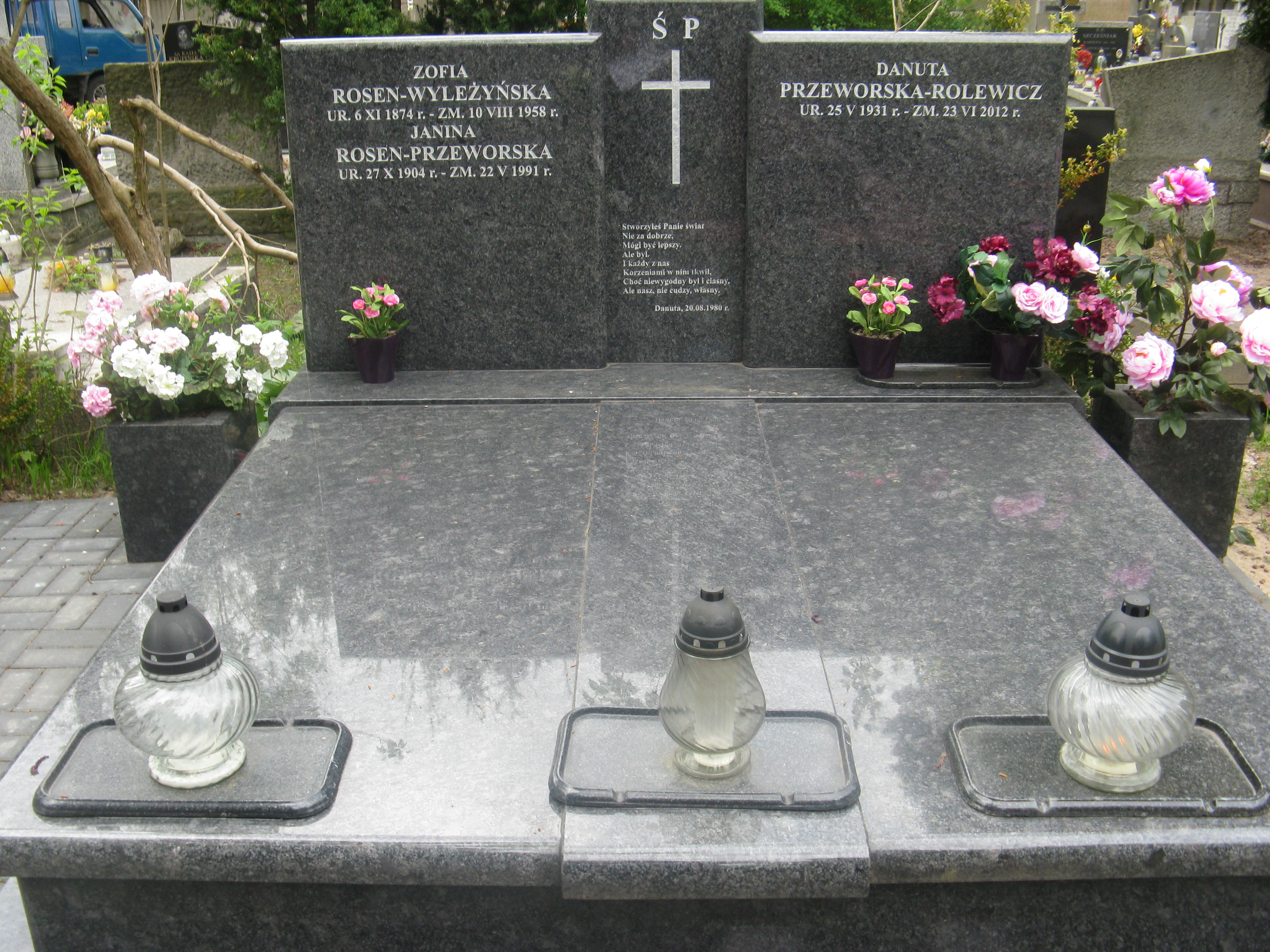
Grób Danuty Przeworskiej-Rolewicz i Stefana Rolewicza na Cmentarzu Wojskowym na Powązkach